# Gustavo Huet Bobadilla
Gustavo Huet Bobadilla (Ciudad de México, 22 de noviembre de 1911-Puebla, 20 de noviembre de 1951). Fue un tirador mexicano. Durante los Juegos Olímpicos de Los Ángeles 1932, obtuvo la medalla de plata en Tiro con rifle de fuego calibre 22,a 50 m de distancia y una cantidad de 30 tiros. Uso un rifle marca Winchester 52. Antal Barát-Lemberkovits perdió uno de sus disparos al disparar en el blanco de Gustavo Huet. Huet obtuvo la medalla de plata tras quedar empatado con 294 puntos con el sueco Bertil Rönnmark y después del húngaro Zoltán Hradetzky-Soós.
Muríó el 20 de noviembre de 1951, en el cumplimiento de su deber al ser arrollado por un conductor ebrio, en la carretera a Puebla, donde se celebraba la Carrera Panamericana; en su calidad de policía de caminos había sido enviado a revisar la documentación de los transportes que salían de la ciudad y que llegaban a ella.
- Datos: Q2612374